# Сомалийски шилинг
Вижте пояснителната страница за други значения на шилинг.
Сомалийският шилинг (на сомалийски: Shilin Soomaali; на арабски: لشلن الصومالي) е официалната парична единица на Сомалия. Дели се на 100 сенти. Емитира се от централната банка на Сомалия.

## Банкноти
На 15 октомври 1962 г. Националната банка на Сомалия издава банкноти от 5, 10, 20 и 100 шилинга. През 1975 г. Сомалийската национална банка въвежда банкноти от 5, 10, 20 и 100 шилинга. Те са заменени през 1978 г. от банкноти със същите деноминации, издадени от Централната банка на Сомалия. През 1983 г. са въведени банкноти от 50 шилинга, последвани от 500 шилинга през 1989 г. и 1000 шилинга през 1990 г. През 1990 г. има опит да се реформира валутата на 100 към 1, с нови банкноти от 20 и 50 нови шилинга, подготвени за деноминацията.

## Монети
Монетите се наричали центове, центезимо, както и шилинги (шелиноси). От 1975 г. имената на монетите започват да се изписват на латински: shilin и sent и с арабското име, което е съкратено до سنت. По това време италианските деноминации на валутни единици са напълно престанали да се използват. Италианското име „shellini“ се появява отново на някои монети през 2000 г. Надписите на сродните монети е неизвестен, тъй като в обращение няма монети с номинал по-малък от 1 шилинг.